# Watch (альбом)
Watch — восьмой альбом рок-группы Manfred Mann’s Earth Band, выпущенный 24 февраля 1978 года лейблом «Bronze Records» в Великобритании и лейблом «Warner Bros. Records» в США. Альбом считается студийным, хотя только его первая сторона содержит студийные композиции, а вторая составлена из трех концертных записей (качество записи и исполнения которых весьма высоко и поэтому мало отличается от студийного). Диск поднялся до #83 в Billboard 200. В СССР был выпущен фирмой грамзаписи «Мелодия». Переиздан в 1998 году с добавлением четырёх бонус-треков.

## Об альбоме
Наиболее известные композиции — «Davy's On The Road Again» и «Mighty Quinn» со второй стороны альбома, они вышли также в виде отдельного сингла и многократно исполнялись на концертах. Первая — обработка одноименной песни Джона Саймона (John Simon) и Робби Робертсона (Robbie Robertson) с альбома John Simon's Album (1971). Вторая композиция — обработка известной одноименной песни Боба Дилана 1967 года. По мнению самого Дилана, Мэнфред Мэнн является самым интересным интерпретатором его песен, в которые он внес «дыхание электронных инструментов».
Интересно отметить, что десятью годами ранее Манфред Манн уже исполнял эту песню в составе группы Manfred Mann, причем с весьма большим успехомː песня достигла позиции №1 в хит-параде синглов Великобритании (17 февраля 1968). Новое исполнение отличается от версии 1968 года  более виртуозным исполнением и «тяжелым» хард-роковым звучанием.
Оформлением обложки, которая стала одним из самых узнаваемых визуальных образов, связанных с группой, занимался дизайнер Майкл Санц (Michael Sanz).

## Список композиций

### сторона А
1. «Circles» (Alan Mark) – 4:50
2. «Drowning on Dry Land/Fish Soup» (Слейд, Флетт, Манн) – 6:01
3. «Chicago Institute» (Питер Томас, Манн, Флетт) – 5:47
4. «California» (Sue Vickers) – 5:32

### сторона Б
1. «Davy's On The Road Again» (John Simon, Robbie Robertson) – 5:55
2. «Martha's Madman» (Lane Tietgen) – 4:52
3. «Mighty Quinn» (Боб Дилан) – 6:29

### Бонус-треки переиздания 1998
1. "California" (single edit) (Sue Vickers) – 3:46
2. "Davy's on the Road Again" (single edit) (Simon, Robertson) – 3:38
3. "Bouillabaisse"  (single edit) (Flett, Mann) – 4:02
4. "Mighty Quinn" (single edit) (Dylan) – 3:39

## Участники записи
- Манфред Манн — клавишные инструменты, бэк-вокал
- Крис Слэйд — ударные, перкуссия
- Пэт Кинг — бас-гитара, бэк-вокал
- Дэвид Флетт — электрогитара, акустическая гитара
- Крис Томпсон — вокал, гитара

приглашённые музыканты:
- Doreen Chanter — бэк-вокал
- Irene Chanter — бэк-вокал
- Stevie Lange — бэк-вокал
- Victy Silva — бэк-вокал
- Kim Goddy — бэк-вокал

## Рейтинги, рецензии и сертификации
| Оценки критиков                   | Оценки критиков |
| Источник                          | Оценка          |
| --------------------------------- | --------------- |
| AllMusic                          | [ 7 ]           |
| The Encyclopedia of Popular Music | [ 8 ]           |
| Rolling Stone                     | mixed           |
| The Rolling Stone Album Guide     | [ 10 ]          |

| Регион                                                      | Сертификация | Продажи  |
| ----------------------------------------------------------- | ------------ | -------- |
| Германия (BVMI)                                             | Платиновый   | 500 000^ |
| Нидерланды (NVPI)                                           | Золотой      | 50 000^  |
| ^ Данные о тиражах приведены только на основе сертификации. |              |          |